# Pająki Białorusi
Pająki Białorusi, araneofauna Białorusi – ogół taksonów pajęczaków z rzędu pająków, których występowanie stwierdzono na terytorium Białorusi.
Do 2024 roku na terenie Białorusi stwierdzono 514 gatunków pająków z 33 rodzin.

## Infrarząd:ptaszniki(Mygalomorphae)

### Gryzielowate(Atypidae)
Z Białorusi wykazano:
- Atypus affinis – gryziel zachodni

## Infrarząd:pająki wyższe(Araneomorphae)

### Aksamitnikowate(Clubionidae)
Z Białorusi wykazano:
- Clubiona brevipes
- Clubiona caerulescens
- Clubiona comta – aksamitnik jodełkowany
- Clubiona diversa
- Clubiona frutetorum
- Clubiona germanica
- Clubiona lutescens – aksamitnik żółtawy
- Clubiona marmorata
- Clubiona neglecta
- Clubiona norvegica
- Clubiona pallidula
- Clubiona phragmitis – aksamitnik trzcinowy
- Clubiona reclusa – aksamitnik pustelnik
- Clubiona similis
- Clubiona stagnatilis – aksamitnik nadwodny
- Clubiona subsultans – aksamitnik gładki
- Clubiona subtilis – aksamitnik mszaczek
- Clubiona terrestris – aksamitnik podkorowy
- Clubiona trivialis

### Cicurinidae
Ze Białorusi wykazano:
- Cicurina cicur

### Ciemieńcowate(Dictynidae)
Z Białorusi wykazano:
- Archaeodictyna consecuta
- Argenna patula
- Argenna subnigra
- Argyroneta aquatica
- Brigittea latens
- Dictyna arundinacea – ciemieniec zwyczajny
- Dictyna major – ciemieniec większy
- Dictyna pusilla
- Dictyna uncinata
- Lathys heterophthalma
- Lathys humilis
- Nigma flavescens – liściak purpurowy
- Nigma walckenaeri – liściak zielony

### Czyhakowate(Segestriidae)
Z Białorusi wykazano:
- Segestria senoculata – czyhak sześciooki

### Darownikowate(Pisauridae)
Z Białorusi wykazano:
- Dolomedes fimbriatus – bagnik przybrzeżny
- Dolomedes plantarius – bagnik nadwodny
- Pisaura mirabilis – darownik przedziwny

### Hahniidae
Z Białorusi wykazano:
- Antistea elegans
- Hahnia nava
- Hahnia ononidum
- Hahnia pusilla

### Klejnotnikowate(Theridiosomatidae)
Z Litwy wykazano:
- Theridiosoma gemmosum

### Koliściakowate(Uloboridae)
Z Białorusi wykazano:
- Hyptiotes paradoxus – prząstnik

### Komórczakowate(Dysderidae)
Z Białorusi wykazano:
- Harpactea rubicunda

### Krzyżakowate(Araneidae)
Z Białorusi wykazano:

- Aculepeira ceropegia – kołyśnik wielobarwny
- Agalenatea redii – krzyżaczek ugorowy
- Araneus alsine – krzyżak pomarańczowy
- Araneus angulatus – krzyżak rogaty
- Araneus diadematus – krzyżak ogrodowy
- Araneus marmoreus – krzyżak dwubarwny
- Araneus nordmanni
- Araneus quadratus – krzyżak łąkowy
- Araneus sturmi – krzyżak sieciowy
- Araneus triguttatus – krzyżak czarowny
- Araniella alpica
- Araniella cucurbitina – nalistnik zielony
- Araniella displicata – nalistnik czerwieniejący
- Araniella inconspicua
- Araniella opisthographa
- Araniella proxima
- Argiope bruennichi – tygrzyk paskowany
- Cercidia prominens – ściółek nieparek
- Cyclosa conica – kołosz stożkowaty
- Cyclosa oculata – kołosz guzkowaty
- Gibbaranea gibbosa
- Gibbaranea omoeda
- Hypsosinga heri
- Hypsosinga pygmaea
- Hypsosinga sanguinea
- Larinia jeskovi
- Larinioides cornutus – krzyżak nadwodny
- Larinioides ixobolus – krzyżak mostowy
- Larinioides patagiatus – krzyżak bursztynowy
- Larinioides sclopetarius – krzyżak gromadny
- Leviellus stroemi
- Mangora acalypha – mangora
- Neoscona adianta – potul kłosowiec
- Nuctenea silviculitrix
- Nuctenea umbratica – kołosz szczelinowy
- Singa hamata – rośliniowiec
- Singa nitidula
- Zilla diodia
- Zygiella montana

### Kwadratnikowate(Tetragnathidae)
Z Białorusi wykazano:
- Metellina mengei – czaik wiosenny
- Metellina merianae – czaik jaskiniowy
- Metellina segmentata – czaik jesienny
- Pachygnatha clercki – gruboszczękowiec większy
- Pachygnatha degeeri
- Pachygnatha listerii – gruboszczękowiec pękaty
- Tetragnatha dearmata – kwadratnik borealny
- Tetragnatha extensa – kwadratnik trzcinowy
- Tetragnatha montana – kwadratnik długonogi
- Tetragnatha nigrita – kwadratnik ciemny
- Tetragnatha obtusa – kwadratnik pałąkowaty
- Tetragnatha pinicola – kwadratnik perłowy

### Lejkowcowate(Agelenidae)
Z Białorusi wykazano:
- Agelena labyrinthica – lejkowiec labiryntowy
- Allagelena gracilens
- Coelotes atropos
- Eratigena agrestis
- Eratigena atrica – kątnik większy (kątnik domowy większy)
- Tegenaria domestica – kątnik domowy (kątnik domowy mniejszy)
- Tegenaria ferruginea – kątnik rdzawy

### Motaczowate(Anyphaenidae)
Z Białorusi wykazano:
- Anyphaena accentuata – motacz nadrzewny

### Nasosznikowate(Pholcidae)
Z Białorusi wykazano:
- Pholcus alticeps – nasosznik stropowy
- Pholcus opilionoides – nasosznik drobny
- Pholcus phalangioides – nasosznik trzęś
- Pholcus ponticus

### Naśladownikowate(Mimetidae)
Z Białorusi wykazano:
- Ero cambridgei
- Ero furcata – guzoń pajęczarz

### Obniżowate(Liocranidae)
Z Białorusi wykazano:
- Agroeca brunnea – knapiatek brązowy
- Agroeca cuprea
- Agroeca dentigera
- Agroeca lusatica
- Agroeca proxima
- Scotina celans
- Scotina palliardii

### Oecobiidae
Z Białorusi wykazano:
- Oecobius navus

### Omatnikowate(Theridiidae)
Z Białorusi wykazano:

- Achaeridion conigerum
- Asagena phalerata
- Crustulina guttata – darniowiec plamiak
- Crustulina sticta
- Cryptachaea riparia
- Dipoena melanogaster
- Dipoena nigroreticulata
- Dipoena torva
- Enoplognatha latimana
- Enoplognatha mordax
- Enoplognatha ovata – zawijak żółtawy
- Enoplognatha thoracica – zawijak osnuwikowaty
- Episinus angulatus
- Episinus truncatus
- Euryopis flavomaculata
- Lasaeola tristis – mrówczarz czarnonogi
- Neottiura bimaculata
- Ohlertidion ohlerti
- Paidiscura pallens – podlistnik blady
- Parasteatoda lunata
- Parasteatoda simulans
- Parasteatoda tabulata
- Parasteatoda tepidariorum
- Pholcomma gibbum
- Phycosoma inornatum
- Phylloneta impressa – omatnik kulisty
- Phylloneta sisyphia – omatnik łąkowy
- Platnickina tincta
- Robertus arundineti
- Robertus insignis
- Robertus lividus
- Robertus neglectus
- Rugathodes bellicosus
- Steatoda albomaculata – zyzuś plamisty
- Steatoda bipunctata – zyzuś tłuścioch
- Steatoda castanea
- Steatoda grossa
- Theridion betteni
- Theridion familiare
- Theridion melanurum
- Theridion mystaceum – omatnik wnękowiec
- Theridion pictum – omatnik troskliwy
- Theridion pinastri – omatnik ceglasty
- Theridion varians – omatnik zmienny

### Osnuwikowate(Linyphiidae)
Z Białorusi wykazano:

- Abacoproeces saltuum
- Acartauchenius scurrilis
- Agyneta affinis
- Agyneta cauta
- Agyneta conigera
- Agyneta fuscipalpus
- Agyneta innotabilis
- Agyneta mollis
- Agyneta ramosa
- Agyneta rurestris
- Agyneta subtilis
- Agyneta suecica
- Allomengea scopigera
- Allomengea vidua
- Anguliphantes angulipalpis
- Araeoncus crassiceps
- Araeoncus humilis
- Baryphyma gowerense
- Baryphyma pratense
- Bathyphantes approximatus
- Bathyphantes gracilis
- Bathyphantes nigrinus
- Bathyphantes parvulus
- Bathyphantes setiger
- Bolyphantes alticeps
- Bolyphantes luteolus
- Centromerita bicolor
- Centromerita concinna
- Centromerus arcanus
- Centromerus brevipalpus
- Centromerus incilium
- Centromerus semiater
- Centromerus sylvaticus
- Ceratinella brevipes
- Ceratinella brevis
- Ceratinella scabrosa
- Ceratinella wideri
- Cnephalocotes obscurus
- Decipiphantes decipiens
- Dicymbium nigrum
- Dicymbium tibiale
- Diplocentria bidentata
- Diplocephalus cristatus
- Diplocephalus dentatus
- Diplocephalus latifrons
- Diplocephalus picinus
- Diplostyla concolor
- Dismodicus bifrons
- Dismodicus elevatus
- Drapetisca socialis
- Entelecara acuminata
- Entelecara congenera
- Entelecara flavipes
- Erigone atra – plądrak czarny
- Erigone dentipalpis
- Erigone longipalpis
- Erigonella hiemalis
- Erigonella ignobilis
- Erigonoplus foveatus
- Floronia bucculenta
- Formiphantes lephthyphantiformis
- Glyphesis cottonae
- Glyphesis servulus
- Gnathonarium dentatum
- Gonatium rubellum
- Gongylidiellum latebricola
- Gongylidiellum murcidum
- Gongylidium rufipes
- Helophora insignis
- Hylyphantes graminicola
- Hylyphantes nigritus
- Hypomma bituberculatum
- Hypomma cornutum
- Hypselistes jacksoni
- Improphantes decolor
- Incestophantes crucifer
- Kaestneria dorsalis
- Kaestneria pullata
- Labulla thoracica
- Lepthyphantes leprosus
- Lepthyphantes minutus
- Leptothrix hardyi
- Linyphia hortensis – osnuwik zaroślowy
- Linyphia triangularis – osnuwik pospolity
- Lophomma punctatum
- Macrargus carpenteri
- Macrargus multesimus
- Macrargus rufus
- Macrargus sumyensis
- Maso sundevalli
- Megalepthyphantes nebulosus
- Megalepthyphantes pseudocollinus
- Metopobactrus prominulus
- Micrargus herbigradus
- Micrargus subaequalis
- Microlinyphia impigra
- Microlinyphia pusilla – osnuwik łąkowy
- Microneta viaria
- Minyriolus pusillus
- Mioxena blanda
- Moebelia penicillata
- Neriene clathrata – snówek brązowy
- Neriene emphana – snówek gałązkowiec
- Neriene montana – snówek okazały
- Neriene peltata – snówek świerkowiec
- Neriene radiata – snówek okrajkowy
- Notioscopus sarcinatus
- Obscuriphantes obscurus
- Oedothorax apicatus
- Oedothorax fuscus
- Oedothorax gibbosus
- Oedothorax retusus
- Palliduphantes alutacius
- Palliduphantes insignis
- Palliduphantes pallidus
- Palliduphantes pillichi
- Panamomops mengei
- Pelecopsis elongata – perygłowik naśnieżny
- Pelecopsis mengei
- Pelecopsis parallela
- Pityohyphantes phrygianus
- Pocadicnemis juncea
- Pocadicnemis pumila
- Poeciloneta variegata
- Porrhomma convexum
- Porrhomma microphthalmum
- Porrhomma pallidum
- Porrhomma pygmaeum
- Saaristoa abnormis
- Satilatlas britteni
- Savignia frontata
- Silometopus elegans
- Silometopus reussi
- Sintula corniger
- Stemonyphantes lineatus
- Styloctetor compar
- Styloctetor romanus
- Tallusia experta
- Tapinocyba biscissa
- Tapinocyba insecta
- Tapinocyba pallens
- Tapinopa longidens
- Taranucnus setosus
- Tenuiphantes alacris
- Tenuiphantes cristatus
- Tenuiphantes flavipes
- Tenuiphantes mengei
- Tenuiphantes tenebricola
- Tenuiphantes tenuis
- Thyreosthenius parasiticus
- Tiso vagans
- Trematocephalus cristatus
- Trichoncus saxicola
- Trichopterna cito
- Trichopternoides thorelli
- Troxochrus scabriculus
- Walckenaeria acuminata – plądrownik osobliwy
- Walckenaeria alticeps
- Walckenaeria antica
- Walckenaeria atrotibialis
- Walckenaeria cucullata
- Walckenaeria cuspidata
- Walckenaeria dysderoides
- Walckenaeria nudipalpis
- Walckenaeria obtusa
- Walckenaeria unicornis
- Walckenaeria vigilax
- Zornella cultrigera

### Phrurolithidae
Z Białorusi wykazano:
- Phrurolithus festivus

### Podkamieniakowate(Titanoecidae)
Z Białorusi wykazano:
- Titanoeca schineri
- Titanoeca tristis

### Pogońcowate(Lycosidae)
Z Białorusi wykazano:

- Acantholycosa lignaria – pogoniec cętkonogi
- Alopecosa aculeata – wilkosz pręgowiec
- Alopecosa cuneata – wilkosz grubonogi
- Alopecosa cursor
- Alopecosa fabrilis – wilkosz wydmowiec
- Alopecosa farinosa
- Alopecosa inquilina
- Alopecosa pinetorum
- Alopecosa pulverulenta – wilkosz włóczykij
- Alopecosa schmidti – wilkosz sucholub
- Alopecosa taeniata
- Alopecosa trabalis – wilkosz lancetnik
- Arctosa cinerea – wymyk szarawy
- Arctosa leopardus – wymyk lamparci
- Arctosa lutetiana
- Arctosa perita – wymyk piaskowy
- Arctosa stigmosa
- Aulonia albimana – aulonia sieciarka
- Hygrolycosa rubrofasciata
- Lycosa singoriensis – tarantula ukraińska
- Pardosa agrestis
- Pardosa agricola
- Pardosa alacris
- Pardosa amentata – wałęsak zwyczajny
- Pardosa hortensis
- Pardosa hyperborea
- Pardosa lugubris – wałęsak leśny
- Pardosa maisa
- Pardosa monticola
- Pardosa nebulosa
- Pardosa nigriceps
- Pardosa paludicola
- Pardosa palustris – wałęsak łąkowy
- Pardosa plumipes
- Pardosa prativaga – wałęsak tygrysi
- Pardosa pullata
- Pardosa riparia
- Pardosa saltans
- Pardosa sphagnicola
- Pirata piraticus – korsarz piratnik
- Pirata piscatorius
- Pirata tenuitarsis
- Piratula hygrophila – korsarz bagiennik
- Piratula insularis
- Piratula latitans – korsarz malutki
- Piratula uliginosa – korsarz torfowiec
- Trebacosa europaea
- Trochosa robusta – krzeczek smużnik
- Trochosa ruricola – krzeczek polny
- Trochosa spinipalpis
- Trochosa terricola – krzeczek naziemnik
- Xerolycosa miniata – pogoniec łowczak
- Xerolycosa nemoralis – pogoniec lesiec

### Sidliszowate(Amaurobiidae)
Z Białorusi wykazano:
- Amaurobius fenestralis – sidlisz jaskiniowy

### Skakunowate(Salticidae)
Z Białorusi wykazano:

- Aelurillus v-insignitus – dryguś zmienny
- Attulus distinguendus – skoczek wydmowy
- Attulus dzieduszyckii
- Attulus floricola – skoczek łąkowy
- Attulus terebratus – skoczek ściennik
- Attulus zimmermanni – skoczek piargowy
- Ballus chalybeius – mocarek bury
- Carrhotus xanthogramma
- Dendryphantes hastatus – gałęziak srebrzyk
- Dendryphantes ravidus
- Dendryphantes rudis – gałęziak wzorzysty
- Euophrys frontalis – drobnik plamowłosy
- Evarcha arcuata – pyrgun nazielny
- Evarcha falcata – pyrgun nakrzewny
- Evarcha laetabunda – pyrgun natrawny
- Heliophanus aeneus – lśniś nawapnik
- Heliophanus auratus – lśniś złocisty
- Heliophanus cupreus
- Heliophanus dubius – lśniś nadrewniak
- Heliophanus flavipes
- Marpissa muscosa – rozciągnik mchuś
- Marpissa radiata – rozciągnik natrzcinny
- Menemerus semilimbatus
- Myrmarachne formicaria – mrówczynka
- Neon reticulatus – neonek mszarek
- Neon valentulus
- Pellenes tripunctatus – krzyżnik tanecznik
- Phlegra fasciata – sekutnica pasiasta
- Pseudeuophrys erratica – drobnik krętowłosy
- Pseudeuophrys obsoleta
- Pseudicius encarpatus – gorguś kruszczowy
- Salticus cingulatus – skakun srebrzysty
- Salticus scenicus – skakun arlekinowy
- Salticus zebraneus – skakun zebra
- Sibianor aurocinctus – wełniak krwawonogi
- Synageles venator – mróweczka myśliwy
- Talavera aequipes – drobnik malutki
- Talavera petrensis – włochacz wrzosowiskowy
- Yllenus arenarius – wydmowiec piaskowy

### Spachaczowate(Sparassidae)
Z Białorusi wykazano:
- Micrommata virescens – spachacz zielonawy

### Ślizgunowate(Philodromidae)
Z Białorusi wykazano:
- Philodromus aureolus – ślizgun złocony
- Philodromus cespitum
- Philodromus collinus – ślizgun kolconogi
- Philodromus dispar – ślizgun nieparek
- Philodromus emarginatus
- Philodromus fuscomarginatus
- Philodromus margaritatus
- Philodromus poecilus
- Philodromus rufus
- Rhysodromus fallax
- Thanatus arenarius – śmiertek piaskowy
- Thanatus formicinus – śmiertek mrówczyn
- Thanatus sabulosus – śmiertek leśnostepowy
- Thanatus striatus
- Tibellus maritimus – podłużnik piegowaty
- Tibellus oblongus – podłużnik długonogi

### Śpiesznikowate(Oxyopidae)
Z Białorusi wykazano:
- Oxyopes heterophthalmus
- Oxyopes ramosus – śpiesznik rysień

### Topikowate(Cybaeidae)
Z Białorusi wykazano:
- Cryphoeca silvicola

### Trawnikowcowate(Miturgidae)
Z Białorusi wykazano:
- Zora nemoralis – trawnikowiec tropiciel
- Zora silvestris
- Zora spinimana – trawnikowiec pospolity

### Ukośnikowate(Thomisidae)
Z Białorusi wykazano:

- Bassaniodes robustus – bokochód brzuchacz
- Coriarachne depressa – zakorowiec płaski
- Diaea dorsata
- Ebrechtella tricuspidata
- Heriaeus graminicola – szkarlik zielony
- Misumena vatia – kwietnik biały
- Ozyptila atomaria
- Ozyptila brevipes
- Ozyptila praticola
- Ozyptila scabricula
- Ozyptila trux
- Psammitis sabulosa
- Runcinia grammica
- Spiracme striatipes – bokochód niepasek
- Thomisus onustus
- Tmarus piger
- Xysticus acerbus
- Xysticus audax – bokochód śmiały
- Xysticus bifasciatus
- Xysticus britcheri
- Xysticus cristatus – bokochód grzebieniasty
- Xysticus erraticus
- Xysticus kochi – bokochód kroczeń
- Xysticus lanio – bokochód boczeń
- Xysticus lineatus
- Xysticus luctator
- Xysticus luctuosus
- Xysticus obscurus
- Xysticus ulmi – bokochód pospolity
- Xysticus viduus

### Worczakowate(Gnaphosidae)
Z Białorusi wykazano:

- Callilepis nocturna – gładnik
- Drassodes pubescens
- Drassodex hypocrita
- Drassyllus lutetianus
- Drassyllus praeficus
- Drassyllus pusillus
- Gnaphosa bicolor – worczak zakamiennik
- Gnaphosa lapponum
- Gnaphosa lucifuga – worczak zagnietek
- Gnaphosa montana
- Haplodrassus cognatus
- Haplodrassus dalmatensis
- Haplodrassus moderatus
- Haplodrassus signifer
- Haplodrassus silvestris
- Haplodrassus soerenseni
- Haplodrassus umbratilis
- Micaria dives
- Micaria formicaria – kraśniak mrówkowaty
- Micaria fulgens – kraśniak lśniący
- Micaria pulicaria – kraśniak czarniawy
- Micaria silesiaca
- Micaria subopaca – kraśniak nadrzewny
- Scotophaeus quadripunctatus – pokaz srebrzysty
- Sosticus loricatus
- Zelotes aeneus
- Zelotes clivicola
- Zelotes electus
- Zelotes gallicus
- Zelotes latreillei
- Zelotes longipes
- Zelotes petrensis
- Zelotes subterraneus – skalnik wszędobylski

### Zbrojnikowate(Cheiracanthiidae)
Z Białorusi wykazano:
- Cheiracanthium effosum
- Cheiracanthium erraticum – kolczak trawny